# Гантман, Юрий Самсонович
Юрий Самсонович Гантман (26 апреля 1932 — 25 января 1987) — советский кинооператор. Заслуженный деятель искусств РСФСР (1976).

## Биография
В 1955 году окончил Всесоюзный государственный институт кинематографии.
С 1957 года — оператор-постановщик Одесской киностудии.
Член КПСС с 1963 года.
С 1964 года работал на киностудии «Мосфильм».
С 1976 года — Заслуженный деятель искусств РСФСР.
Похоронен на Введенском кладбище.

## Фильмография
- 1965 — Время, вперёд![3]
- 1966 — Дикий мёд
- 1968 — Крах
- 1975 — Дерсу Узала[4]
- 1978 — Голубка
- 1980 — Выстрел в спину[5]
- 1981 — 34-й скорый[6]
- 1985 — Утро обречённого прииска